# Діонісій Великий
Діоні́сій Вели́кий  (дав.-гр. Διονύσιος Ἀλεξανδρείας) 14-й Папа і Патріарх Александрійський з 28 грудня 248 року до своєї смерті 22 березня 264 року. Більшість відомостей про нього походить з великої кількості збережених листувань. До наших днів зберігся лише один оригінальний лист, а решта є уривками, що згадуються у творах Євсевія Кесарійського.
Діоні́сій названий Євсевієм Кесарійським, Василієм Кесарійським та іншими «Великим». Католицька енциклопедія характеризувала його як «безсумнівно найвидатнішого єпископа третього століття, після Кипріана Карфагенського, ... як великого теолога і чудового адміністратора».

## Ранні роки
Діонісій народився у заможній політеїстичній родині приблизно наприкінці 2-го або на початку 3-го століття. Більшу частину свого життя він присвятив читанню книжок і ретельному вивченню традицій багатобожників. Він навернувся до християнства в зрілому віці і обговорював свій досвід навернення з Филимоном, пресвітером римського Папи Сікста II. Діонісій навернувся до християнства, коли отримав видіння, послане від Бога. У ньому йому було наказано енергійно вивчати єресі, з якими стикається Церква, щоб він міг спростувати їх шляхом вивчення доктрин. Після навернення він вступив до Александрійської богословської школи, де був учнем Оригена та майбутнього александрійського Папи Геракла. Згодом він став керівником школи та пресвітером церкви, змінивши на цій посаді Геракла Александрійського у 231 році. У 248 році після смерті Папи Геракла він став Папою Александрійської церкви та Патріархом Престолу Святого Марка.

## Досягнення на посаді єпископа Александрійського
Діонісій був більше здібним адміністратором, ніж великим богословом.  Відомості про його діяльність, як єпископа Александрійського, можна знайти в листуванні Діонісія з іншими єпископами та священнослужителями католицької церкви III століття. Листування Діонісія включало тлумачення Євангелія від Луки, Євангелія від Іоана та Книги Одкровення.
Протягом 249 року в Александрії язичники вчинили великі гоніння на християн. Сотні людей зазнали нападів, були побиті камінням, спалені або порубані через їхню відмову зректися віри. Діонісій зумів пережити це гоніння та громадянську війну, що розгорілася після цих гонінь. У січні 250 року новий імператор Децій видав указ про судове переслідування християн. Зі страху багато з них відмовлялося від віри, приносячи символічну політеїстичну жертву, тоді як інші намагалися отримати фальшиві документи, що підтверджують те, що вони її принесли. Ті, які відмовлялися будь-яким чином приносити жертви, стикалися з публічними насмішками та ганьбою серед рідних та друзів, а в разі виявлення владою – піддавалися жорстоким тортурам та стратам. Багато хто втік з міста у пустелю, де більшість зазнала страждань від голоду, спраги та нападів бандитів і диких тварин.
Самого Діонісія переслідував префект Аврелій Аппій Сабін, який підіслав до священика вбивцю. Діонісій провів три дні в схованці, перш ніж, на четверту ніч після указу Деція, втекти разом зі своїми слугами та іншими вірними братами. Після випадкового зіткнення з групою солдатів, йому також вдалося вижити, разом з двома своїми послідовниками. Діонісій влаштував резиденцію в лівійській пустелі доки, у наступному році, переслідування не припинились.
Він підтримав римського Папу Корнелія в суперечці 251 року, що виникла, коли Новаціан, вчений пресвітер Церкви в Римі, заснував розкольницьку церкву з ригористською позицією щодо повернення християн, які відреклися від віри під час переслідувань. На противагу вченню Новаціана, Діонісій радив не відмовляти в Євхаристії нікому, хто просив її в годину смерті, і навіть тим, хто помер раніше.
У 252 році спалах чуми спустошив Александрію, і Діонісій, разом з іншими священниками та дияконами, взяв на себе клопіт допомагати хворим і полегшувати страждання помираючих.
Переслідування дещо вщухли за Требоніана Галла, але були відновлені при Валеріані, який замінив Галла на імператорському престолі. Діонісій був ув'язнений, а потім засланий. Коли Галлієн заволодів владою в імперії, він звільнив усіх віруючих, які перебували у в'язниці, і повернув тих, хто перебував у вигнанні. Галлієн написав Діонісію та єпископам листа, в якому запевнив, що гарантує безпеку існування християнських церков.
Під час дебатів між Папою Стефаном і Кіпріаном Карфагенським Діонісій підтримав позицію римського єпископа, але все одно наполягав на автономії африканських церков.

## Спадщина
Василій Кесарійський пише папі Дамасу I про допомогу, яку Діонісій надіслав церкві в Кесарії. Цю кореспонденцію цитує Папа Пій IX у своїй енцикліці "Praedecessores Nostros" (Про допомогу Ірландії) від 25 березня 1847 року.

## Зовнішні посилання
- Твори Saint Dionysius у проєкті «Гутенберг»
- Works by or about Saint Dionysius at Internet Archive
- The works of Gregory Thaumaturgus, Dionysius of Alexandria and Archelaus, trans. S. D. F. Salmond, Edinburgh, T. & T. Clark, 1871: Google Books, archive.org
- F. C. Conybeare, "Dionysius of Alexandria, Newly discovered letters to the Popes Stephen and Xystus", English Historical Review 25 (1910) pp. 111-114 (tertullian.org copy)
- Bishop of Alexandria, Saint Dionysius, "St. Dionysius of Alexandria Letters and Treatises", edited by Charles Lett Feltoe, The MacMillin Company, London, 1918
- Works by Pope Dionysius of Alexandria at LibriVox (public domain audiobooks)